# 伯恩哈德一世 (巴登)
伯恩哈德一世（Bernhard I. von Baden，1364年—1431年4月5日）是一位巴登藩侯，魯道夫六世的兒子，1391年至1431年在位。

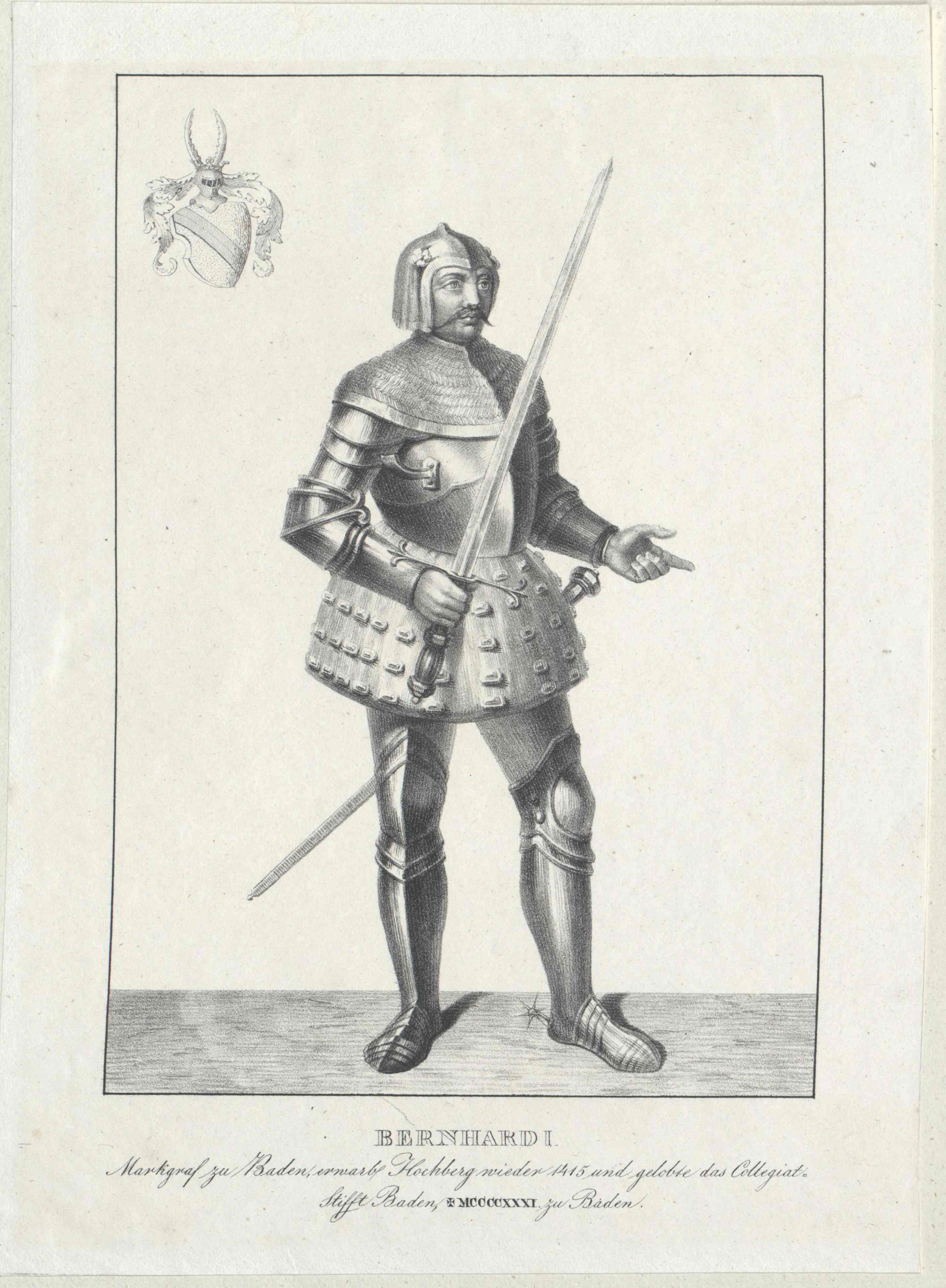
伯恩哈德一世

1397年，魯道夫六世與厄廷根的安娜（Anna von Oettingen）結婚，兩人有兩個孩子。
- 雅各布一世（1407年－1453年）
- 阿格尼絲（1408年－1473年）